# Poix-Terron
Pour les articles homonymes, voir Poix.
Poix-Terron est une commune française située dans le département des Ardennes, en région Grand Est.

## Géographie
| Touligny           | Yvernaumont | Villers-sur-le-Mont |
| Montigny-sur-Vence | Poix-Terron | Singly              |
| Mazerny            | Baâlons     | La Horgne           |

### Localisation
Deux villages forment la commune : le chef-lieu Poix et le village sans église Terron-lès-Poix.
Poix est devenu Poix-Terron en 1897.  Poix est situé sur la N 51 à 18 km de Charleville-Mézières et à 28 km de Rethel. Terron est situé  à 1,5 km de Poix sur la D 27.

### Géologie et relief
Hydrogéologie et climatologie : Système d’information pour la gestion des eaux souterraines en Seine-Normandie, par le BRGM :
Territoire communal : Occupation du sol (Corinne Land Cover); Cours d'eau (BD Carthage),
Géologie : Carte géologique; Coupes géologiques et techniques,
 Hydrogéologie : Masses d'eau souterraine; BD Lisa; Cartes piézométriques.

### Sismicité
Commune située dans une zone 1 de sismicité très faible.

### Hydrographie
La commune est traversée par la ligne de partage des eaux entre  les bassins hydrographiques Rhin-Meuse et Seine-Normandie. Elle est drainée par la Vence et le ravin de Terron,.
La Vence, d'une longueur de 33 km, prend sa source dans la commune de Launois-sur-Vence et se jette  dans la Meuse à Charleville-Mézières, après avoir traversé 13 communes.

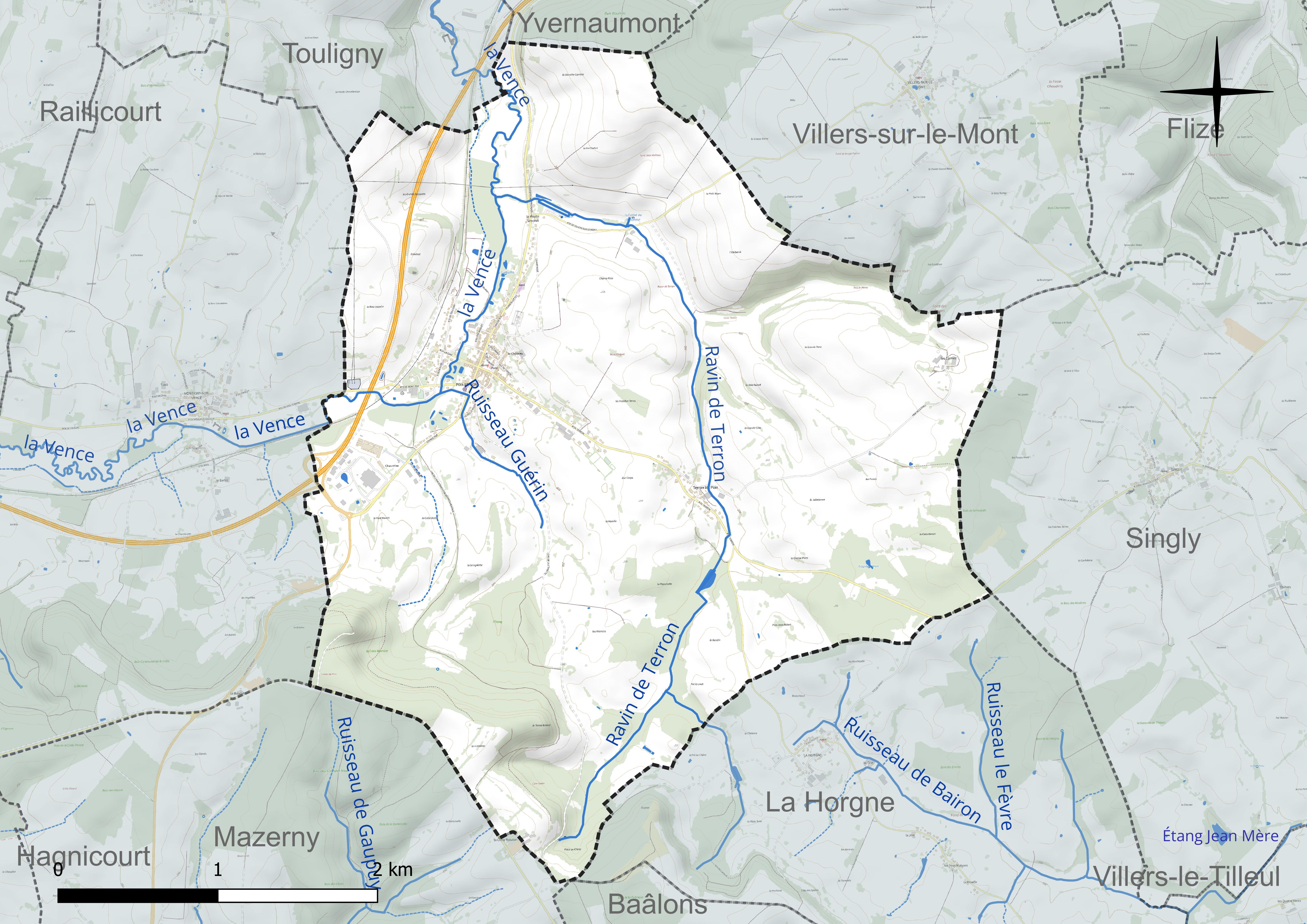
Réseau hydrographique de Poix-Terron.

### Climat
Pour des articles plus généraux, voir Climat du Grand Est et Climat des Ardennes.
En 2010, le climat de la commune est de type climat de montagne, selon une étude du Centre national de la recherche scientifique s'appuyant sur une série de données couvrant la période 1971-2000. En 2020, Météo-France publie une typologie des climats de la France métropolitaine dans laquelle la commune est exposée à un climat océanique altéré et est dans la région climatique Nord-est du bassin Parisien, caractérisée par un ensoleillement médiocre, une pluviométrie moyenne régulièrement répartie au cours de l’année et un hiver froid (3 °C).
Pour la période 1971-2000, la température annuelle moyenne est de 9,8 °C, avec une amplitude thermique annuelle de 15,5 °C. Le cumul annuel moyen de précipitations est de 949 mm, avec 13,7 jours de précipitations en janvier et 9,6 jours en juillet. Pour la période 1991-2020, la température moyenne annuelle observée sur la station météorologique de Météo-France la plus proche, « Launois-sur-Vence_sapc », sur la commune de Launois-sur-Vence à 7 km à vol d'oiseau, est de 10,5 °C et le cumul annuel moyen de précipitations est de 889,5 mm. 
La température maximale relevée sur cette station est de 39,4 °C, atteinte le 25 juillet 2019 ; la température minimale est de −12,8 °C, atteinte le 7 février 2012,,.
Les paramètres climatiques de la commune ont été estimés pour le milieu du siècle (2041-2070) selon différents scénarios d'émission de gaz à effet de serre à partir des nouvelles projections climatiques de référence DRIAS-2020. Ils sont consultables sur un site dédié publié par Météo-France en novembre 2022.

### Voies de communications et transports

#### Voies routières
- Autoroutes
  - A34 : sortie 13 (Poix-Terron)
    - vers Paris, Châlons-en-Champagne, Reims et Rethel.
    - vers Bruxelles, Liège, Luxembourg, Charleroi et Charleville-Mézières (aussi via la sortie 12 (Yvernaumont))[12].
- Routes départementales
  - D27 : vers Singly, Villers-le-Tilleul et Vendresse.
  - D28 : vers La Horgne et Omont.
  - D35 : vers Montigny-sur-Vence, Launois-sur-Vence et Signy-l'Abbaye.
  - D951 (ex-N51) :
    - vers Châlons-en-Champagne, Vouziers, Le Chesne et Attigny.
    - vers Guignicourt-sur-Vence et Yvernaumont.

#### Transports en commun
- Fluo Grand Est.

##### SNCF
- La gare de Poix-Terron sur la ligne de Soissons à Givet a été rouverte le 1er octobre 2011[13].

### Intercommunalité
Commune membre de la Communauté de communes des crêtes préardennaises.

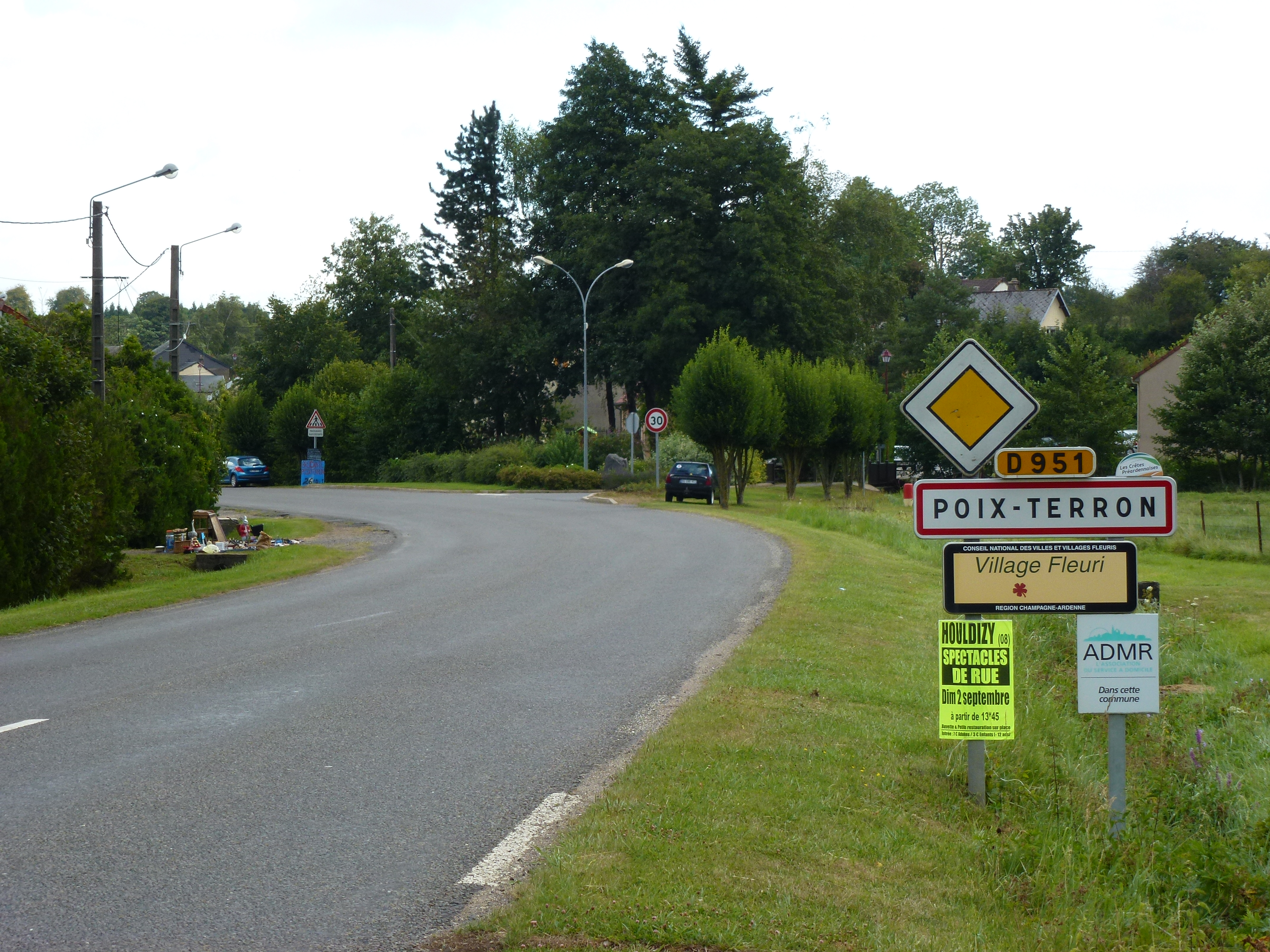
Entrée de Poix.
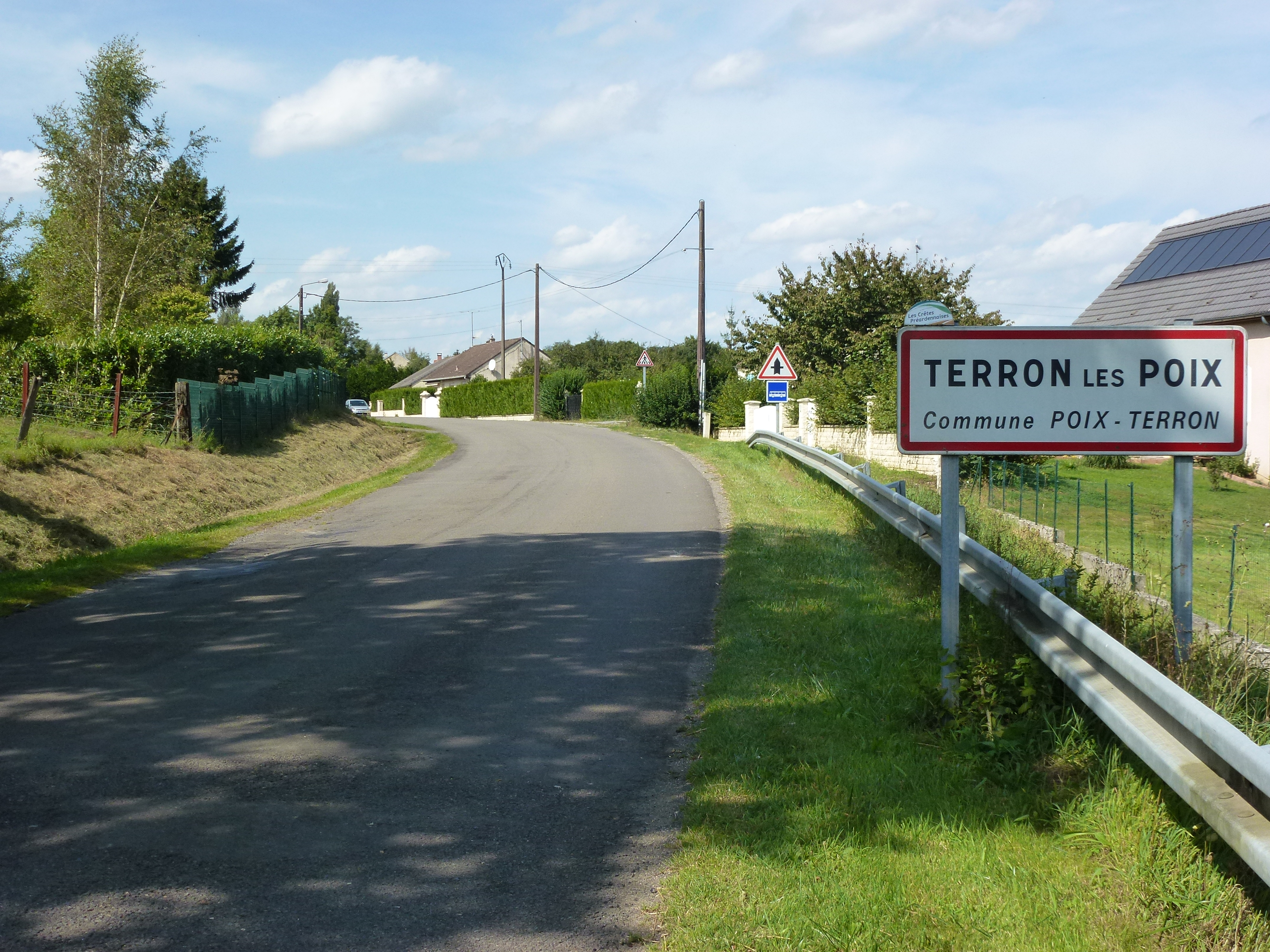
Entrée de Terron-lès-Poix.
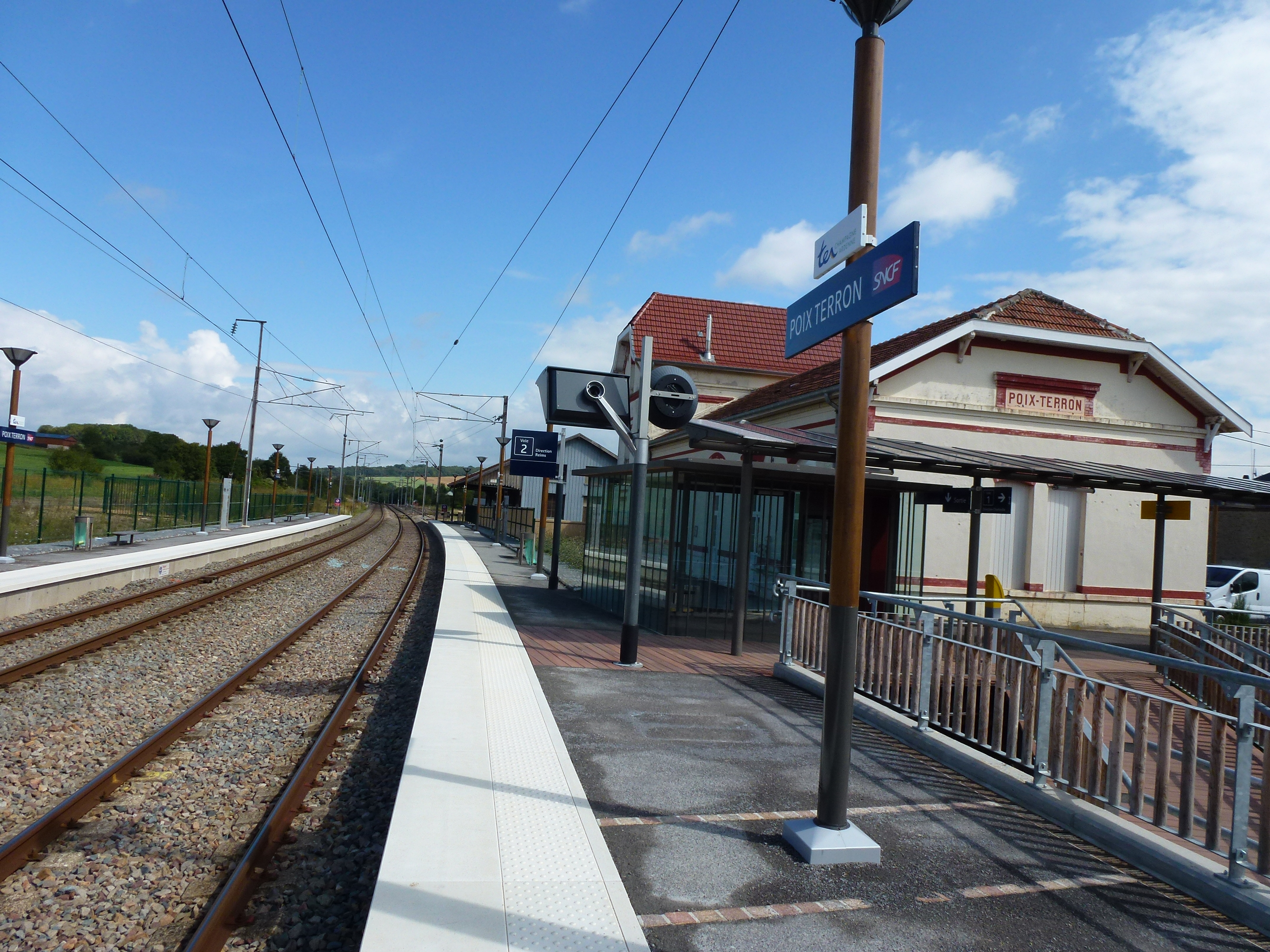
La gare de Poix-Terron.

## Urbanisme

### Typologie
Au 1er janvier 2024, Poix-Terron est catégorisée bourg rural, selon la nouvelle grille communale de densité à 7 niveaux définie par l'Insee en 2022.
Elle est située hors unité urbaine. Par ailleurs la commune fait partie de l'aire d'attraction de Charleville-Mézières, dont elle est une commune de la couronne,. Cette aire, qui regroupe 132 communes, est catégorisée dans les aires de 50 000 à moins de 200 000 habitants,.

### Occupation des sols
L'occupation des sols de la commune, telle qu'elle ressort de la base de données européenne d’occupation biophysique des sols Corine Land Cover (CLC), est marquée par l'importance des territoires agricoles (76,9 % en 2018), une proportion sensiblement équivalente à celle de 1990 (77,3 %). La répartition détaillée en 2018 est la suivante : 
prairies (54,2 %), terres arables (22,1 %), forêts (19 %), zones urbanisées (4,1 %), zones agricoles hétérogènes (0,6 %). L'évolution de l’occupation des sols de la commune et de ses infrastructures peut être observée sur les différentes représentations cartographiques du territoire : la carte de Cassini (XVIIIe siècle), la carte d'état-major (1820-1866) et les cartes ou photos aériennes de l'IGN pour la période actuelle (1950 à aujourd'hui).

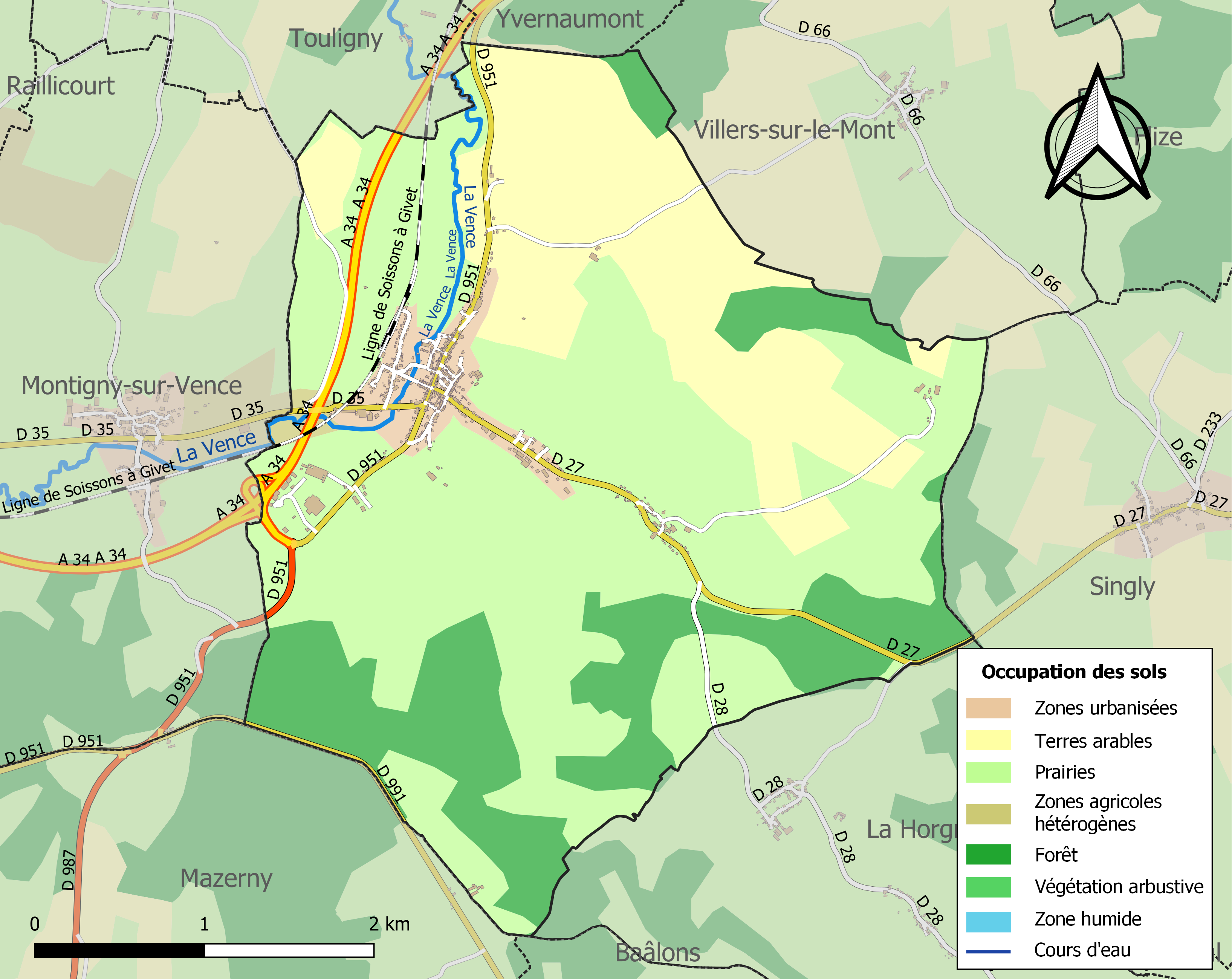
Carte des infrastructures et de l'occupation des sols de la commune en 2018 (CLC).

## Toponymie
Poix est attesté sous la forme Pois avant 1312.

Probablement du latin piceis, locatif pluriel de picea « sapin ».
Terron : peut-être de l'oïl terre et du suffixe diminutif -on, qui a pu avoir le même sens que l'occitan terroun « parcelle de terre ».

## Histoire

### Moyen Age et époque moderne
Village cité en 1237 dans une charte du comté de Rethel.
Incendie du bourg et du château en 1641 durant les guerres de religion.
La ville eut beaucoup à souffrir des combats de la guerre de Trente Ans (1618-1648) et de la guerre franco-espagnole (1635-1659) : incendie du bourg et du château en 1641, le siège de l'église le 8 juillet 1651. Le passage du roi Louis XIV les 25 juin et 7 août 1654.

### Guerre de 1870, l'affaire de Poix
Le 30 août 1870, durant la guerre franco-allemande, eut lieu l'« affaire de Poix », un combat où fut engagé le 42e régiment d'infanterie de ligne contre les Prussiens.
Poix est devenu Poix-Terron en 1897.

### Seconde Guerre mondiale
Deux habitants ont été admis parmi les 4 281 Justes parmi les nations de France pour avoir sauvé des personnes juives persécutées par le régime nazi et le gouvernement de Vichy :
- Jean-Marie Leroux,
- Marie-Thérèse Leroux-Trouillet,

Le 14 mai 1940, une brèche de 8 km entre Poix-Terron et Baâlons s'était ouverte dans la ligne de défense française. Un bataillon de spahis a essayé de colmater cette brèche et a tenu tête aux Allemands le 15 mai pendant la bataille de La Horgne.

## Politique et administration
| Période                                  | Période                   | Identité                                         | Étiquette | Qualité            |
| ---------------------------------------- | ------------------------- | ------------------------------------------------ | --------- | ------------------ |
| Les données manquantes sont à compléter. |                           |                                                  |           |                    |
| mars 2001                                | mars 2008                 | René Chevalier                                   | DVD       | Conseiller général |
| mars 2008                                | mars 2014                 | Jean-Claude Nemery                               |           |                    |
| mars 2014                                | En cours (au 25 mai 2020) | Jean-Marie Oudard Réélu pour le mandat 2020-2026 |           | Ancien agriculteur |

### Budget et fiscalité 2021
En 2021, le budget de la commune était constitué ainsi :
- total des produits de fonctionnement : 964 000 €, soit 1 093 € par habitant ;
- total des charges de fonctionnement : 668 000 €, soit 757 € par habitant ;
- total des ressources d'investissement : 77 000 €, soit 87 € par habitant ;
- total des emplois d'investissement : 386 000 €, soit 438 € par habitant ;
- endettement : 361 000 €, soit 410 € par habitant.

Avec les taux de fiscalité suivants :
- taxe d'habitation : 29,85 % ;
- taxe foncière sur les propriétés bâties : 52,99 % ;
- taxe foncière sur les propriétés non bâties : 30,36 % ;
- taxe additionnelle à la taxe foncière sur les propriétés non bâties : 0,00 % ;
- cotisation foncière des entreprises : 0,00 %.

Chiffres clés Revenus et pauvreté des ménages en 2020 : médiane en 2020 du revenu disponible, par unité de consommation : 22 280 €.

## Économie

### Entreprises et commerces

#### Agriculture
- Culture de céréales, de légumineuses et de graines oléagineuses.
- Culture de plantes à fibres.
- Culture et élevage associés.
- Élevage de vaches laitières.
- Élevage d'autres bovins et de buffles.

#### Tourisme
- Hébergements et restauration.
- Gîtes ruraux à Poix-Terron, Touligny, Mazerny.
- Domaine de la Croix de Saint Lambert.

#### Commerces
- Commerces et services de proximité[28].

## Population et société

### Démographie

#### Pyramide des âges
L'évolution du nombre d'habitants est connue à travers les recensements de la population effectués dans la commune depuis 1793. Pour les communes de moins de 10 000 habitants, une enquête de recensement portant sur toute la population est réalisée tous les cinq ans, les populations de référence des années intermédiaires étant quant à elles estimées par interpolation ou extrapolation. Pour la commune, le premier recensement exhaustif entrant dans le cadre du nouveau dispositif a été réalisé en 2004.

En 2022, la commune comptait 892 habitants, en évolution de +12,48 % par rapport à 2016 (Ardennes : −2,97 %, France hors Mayotte : +2,11 %).
| 1793 | 1800 | 1806 | 1821 | 1831 | 1836 | 1841 | 1846  | 1851 |
| ---- | ---- | ---- | ---- | ---- | ---- | ---- | ----- | ---- |
| 469  | 561  | 625  | 680  | 823  | 880  | 934  | 1 004 | 969  |

| 1866 | 1872 | 1876 | 1881 | 1886 | 1891 | 1896 | 1901 | 1906 |
| ---- | ---- | ---- | ---- | ---- | ---- | ---- | ---- | ---- |
| 900  | 819  | 809  | 764  | 755  | 724  | 770  | 774  | 788  |

| 1911 | 1921 | 1926 | 1931 | 1936 | 1946 | 1954 | 1962 | 1968 |
| ---- | ---- | ---- | ---- | ---- | ---- | ---- | ---- | ---- |
| 802  | 765  | 812  | 757  | 744  | 594  | 670  | 721  | 693  |

| 1975 | 1982 | 1990 | 1999 | 2004 | 2006 | 2009 | 2014 | 2019 |
| ---- | ---- | ---- | ---- | ---- | ---- | ---- | ---- | ---- |
| 648  | 679  | 736  | 804  | 829  | 828  | 834  | 802  | 864  |

| 2022 | - | - | - | - | - | - | - | - |
| ---- | - | - | - | - | - | - | - | - |
| 892  | - | - | - | - | - | - | - | - |

### Enseignement
Établissements d'enseignements :
- École maternelle et primaire à Poix-Terron, Guignicourt-sur-Vence, Boulzicourt, Jandun.
- Collèges à Charleville-Mézières, Nouvion-sur-Meuse, Villers-Semeuse.
- Lycées à  Charleville-Mézières

### Santé
Professionnels et établissements de santé :
- Médecins à Poix-Terron, Boulzicourt, Flize, La Francheville, Prix-lès-Mézières.
- Pharmacies à Poix-Terron, Flize, La Francheville, Prix-lès-Mézières.
- Hôpitaux à Charleville-Mézières, Nouzonville, Sedan.

### Cultes
- Culte catholique, Paroisse Val de Vence[35], Diocèse de Reims.

## Héraldique
| Armes de Poix-Terron | Les armes de Poix-Terron se blasonnent ainsi : D'or à la croix de gueules chargée en cœur de trois épis de blé liés du champ, cantonnée de quatre alérions d'azur. |

## Lieux et monuments
- L'église romane Saint-Martin de Poix-Terron, bâtie de pierre blanche, est un monument historique, inscrit sur l'inventaire supplémentaire des monuments historiques le 19 juillet 1926[37],[38],[39].

La cloche qui date de 1599 est classée monument historique en tant qu'objet.
En 2008, les vitraux sont restaurés et un nouveau vitrail de saint Martin est ajouté.
- Le monument aux morts devant la mairie[41] : Conflits commémorés : Guerres 1914-1918 - 1939-1945 - Indochine (1946-1954) -.

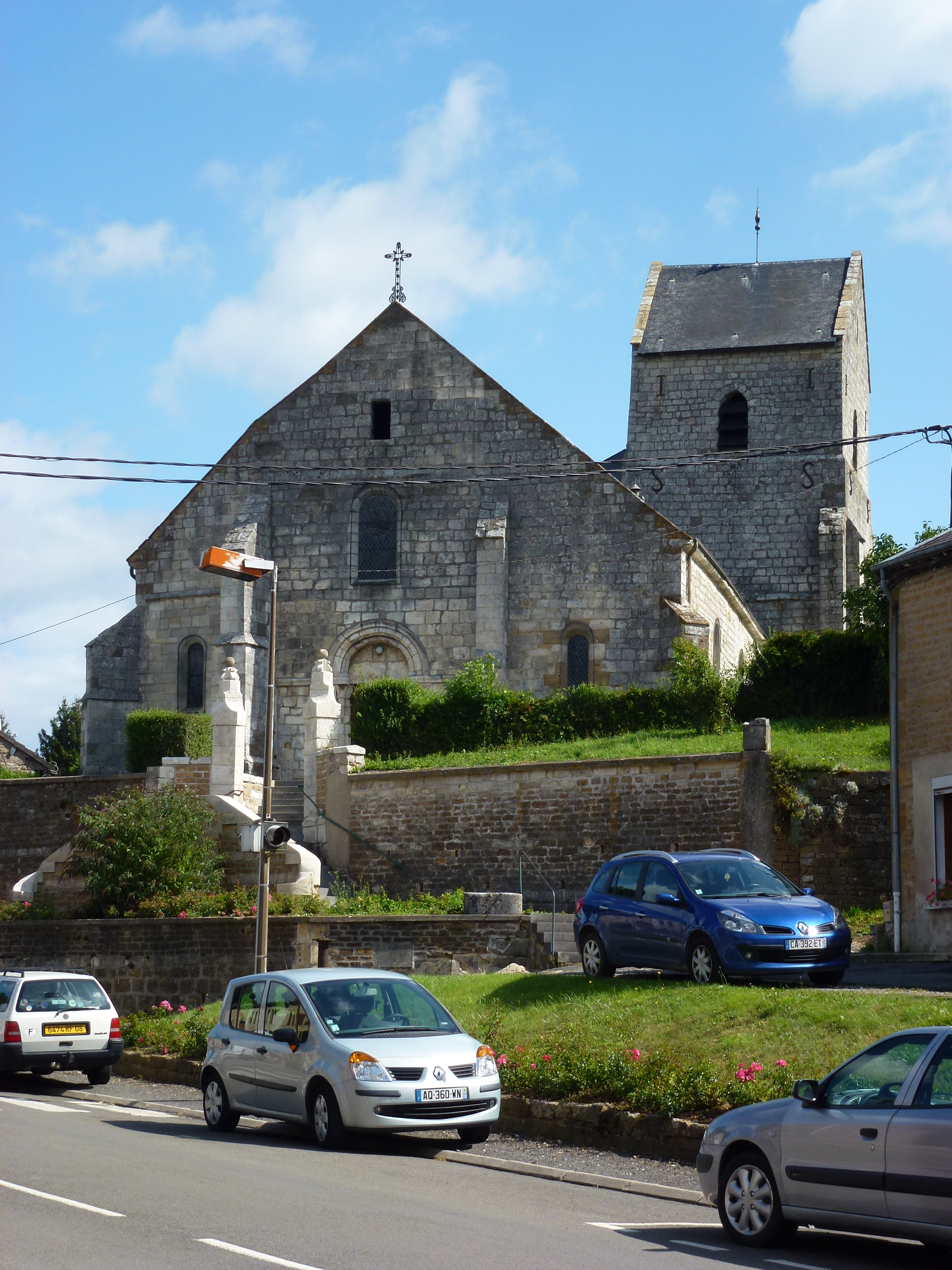
L'église Saint-Martin.
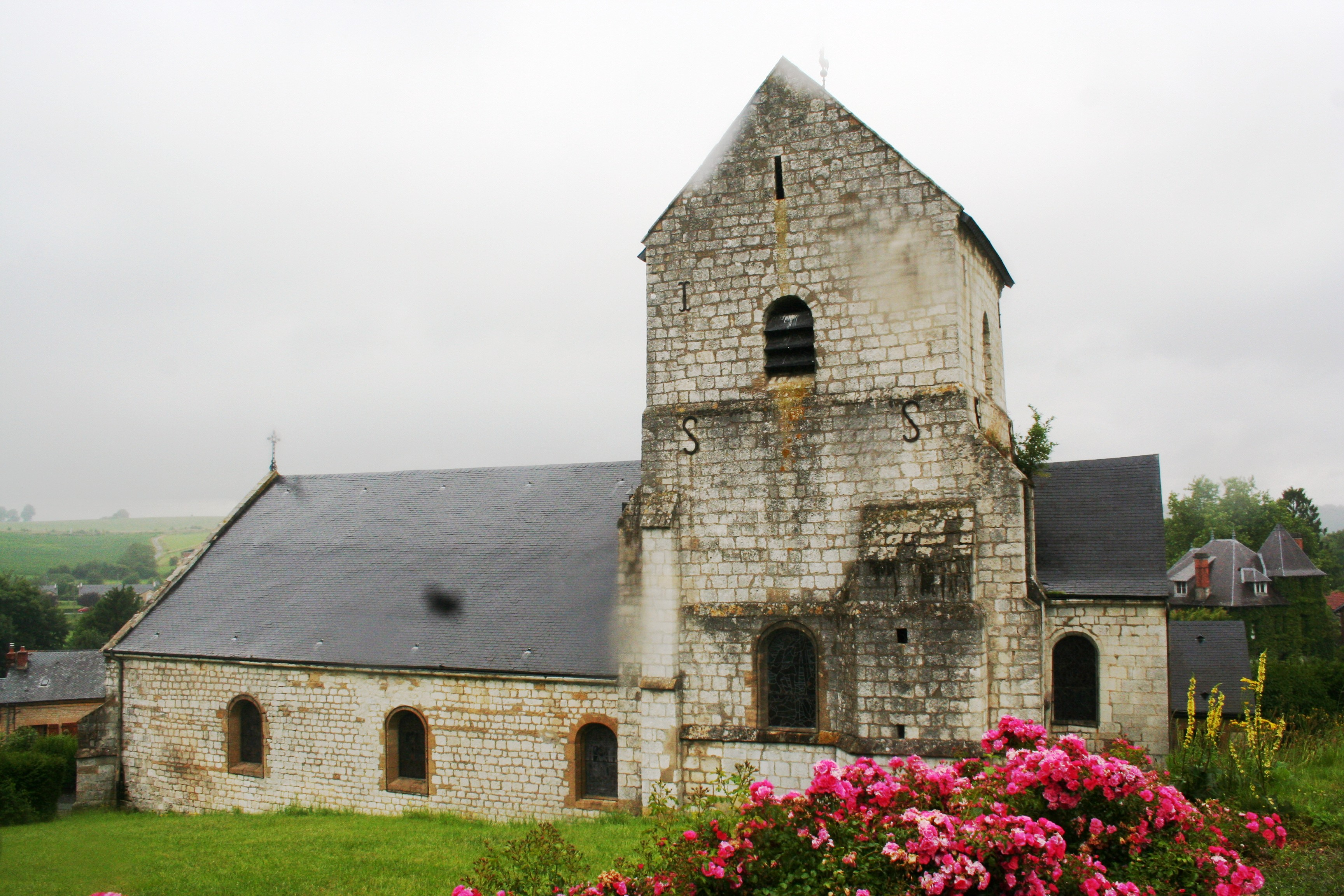
Édifice inscrit sur l'inventaire supplémentaire des monuments historiques.
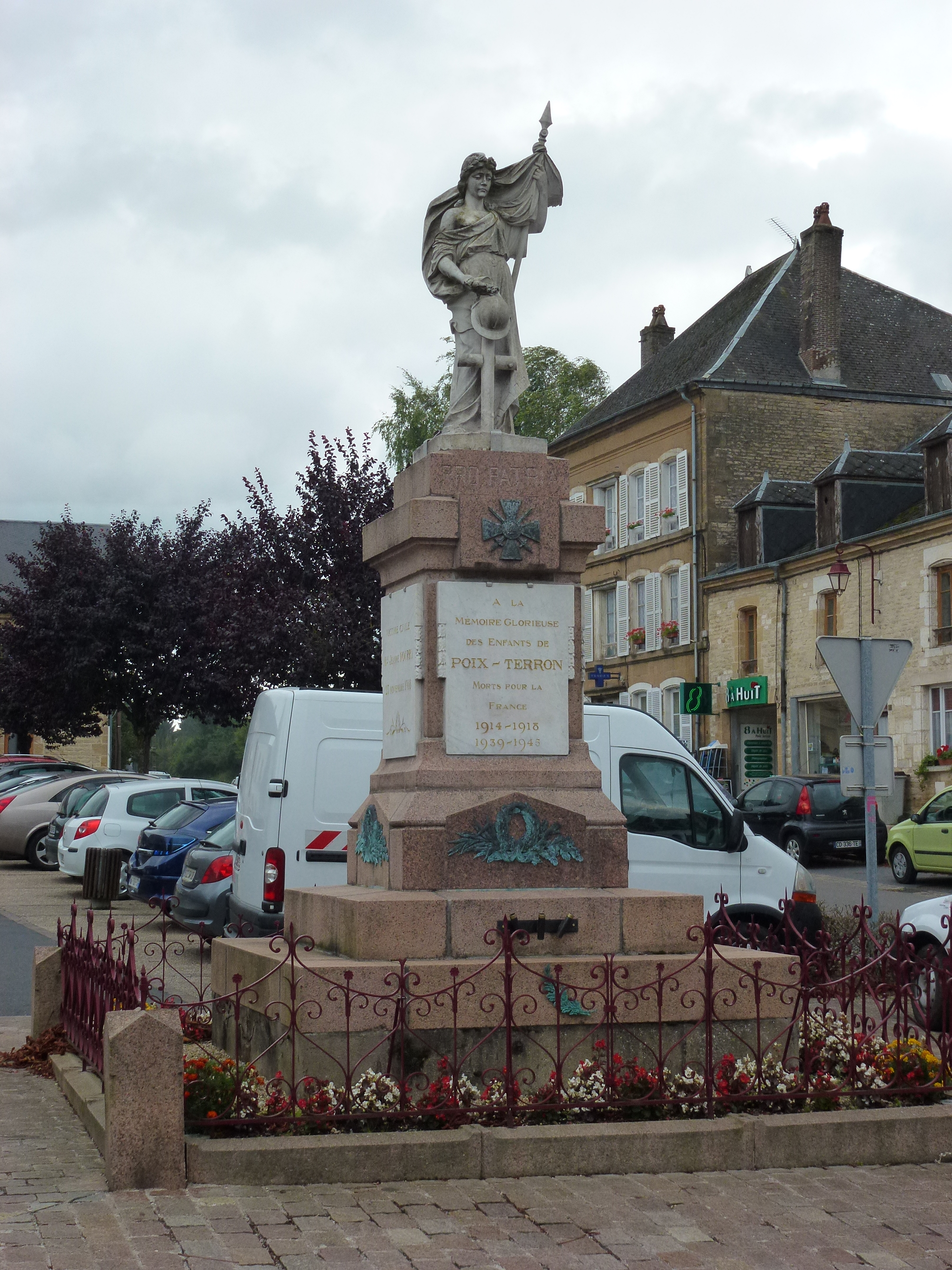
Le monument aux morts.
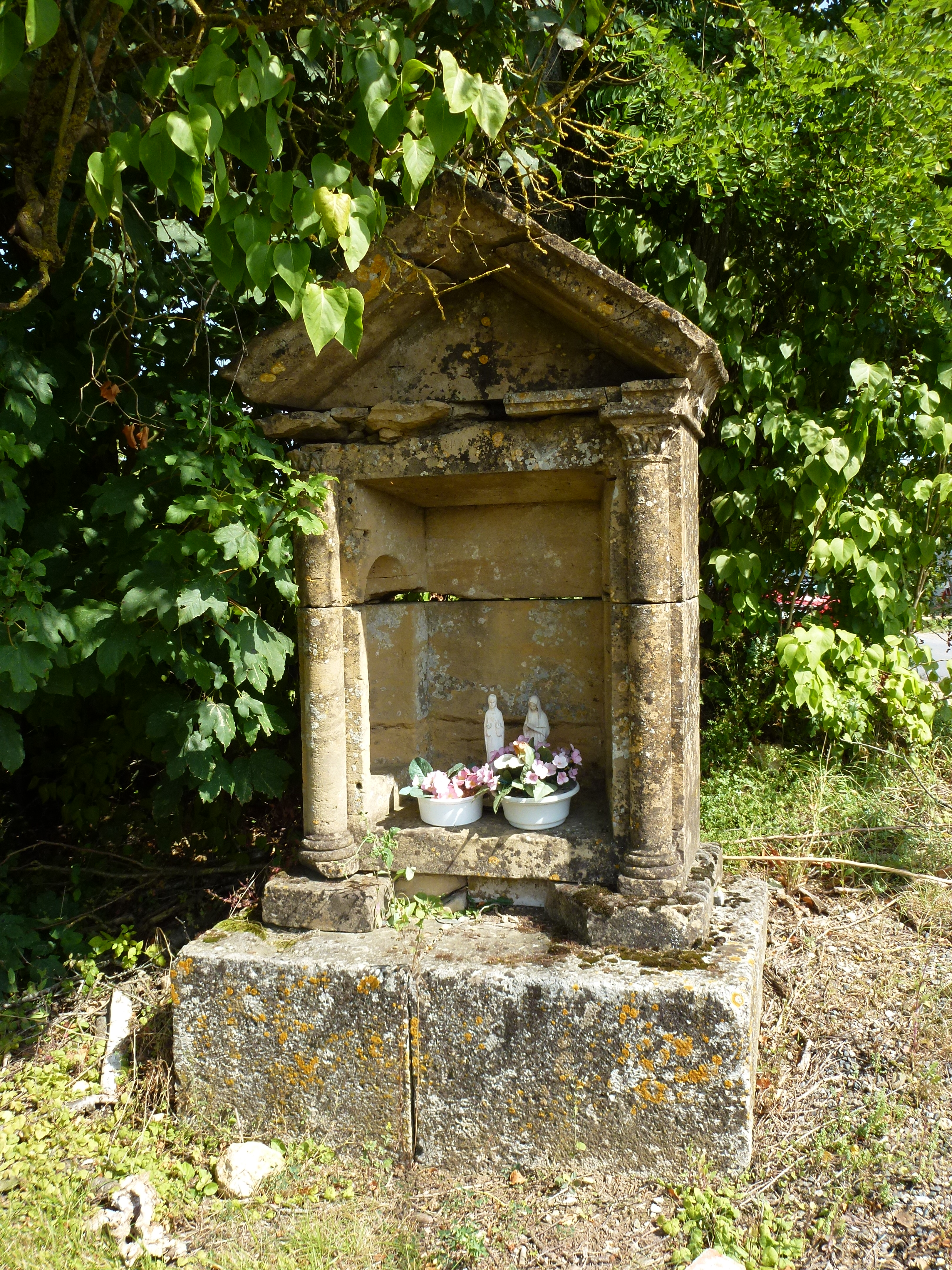
La chapelle-oratoire.

## Personnalités liées à la commune
- Charles de Mayenne
- Antoine de Saint-Paul
- Léon Pillière (1844-1911), natif de la ville, général commandant la 60e brigade d'infanterie[42],[43].